# Exo Haut-Saint-Laurent
Exo Haut-Saint-Laurent est une ancienne constituante de l'organisme Exo qui opère les services de transport en commun des villes de Mercier et de Sainte-Martine, dans les MRC Roussillon et Beauharnois-Salaberry, au Québec. 
Bien que la constituante se nomme Haut-Saint-Laurent, elle n'offre depuis le 4 janvier 2021 aucun service sur le territoire de la MRC du Haut-Saint-Laurent, en raison de l'annonce par cette dernière de la création d'un service d'autobus desservant le secteur.  
Avant la création du RTM en 2017, la société se nommait Conseil intermunicipal de transport du Haut-Saint-Laurent (CITHSL). Le 23 mai 2018, le RTM annonce qu'il change son nom pour Exo. 
En mars 2018, le Réseau de transport métropolitain, maintenant Exo, a ouvert un point de service du secteur Haut-Saint-Laurent. Ce dernier est situé dans la bibliothèque municipale de Sainte-Martine. Les usagers peuvent s'y procurer une carte Opus ainsi qu'acheter leurs titres de transport.
En septembre 2024, dans le cadre de sa refonte des lignes d'autobus, Exo annonce la suppression de cette constituante et son intégration dans le secteur du Sud-Ouest. Ce changement entre en vigueur le 1er octobre 2024.

## Circuits
Le réseau d'Exo Haut-Saint-Laurent se compose de deux circuits. Le premier, le circuit 111, relie Sainte-Martine à Montréal via la route 138, avec des arrêts à Sainte-Martine, Mercier, Châteauguay, Kahnawake et Montréal (arrondissements de LaSalle, Le Sud-Ouest et Ville-Marie), c'est-à-dire toutes les villes desservies par ce secteur d'Exo. Les départs du circuit 111 ont comme terminus soit la station Angrignon, le terminus Mansfield ou le Cégep André-Laurendeau. Certains trajets ont comme terminus Mercier au lieu de Sainte-Martine. Il y a plusieurs années, ce circuit desservait également Huntingdon. Dans l'optique d'harmoniser les numéros de circuits du réseau d'autobus d'Exo, le circuit alors numéroté 1 devient le 14 janvier 2019, le circuit 111. 
Le 9 juillet 2018, le circuit 140 est créé et constitue un service local gratuit pour se déplacer à l'intérieur de Mercier, avec des arrêts aux quatre coins de la municipalité. Le circuit 140 dessert également la ville de Châteauguay avec des arrêts à l'hôpital Anna-Laberge, au magasin Walmart, au Centre Régional de Châteauguay ainsi qu'au CLSC de Châteauguay. Le service est offert tous les jours. Le circuit est présentement offert par une minifourgonnette sous forme d'un taxibus sans réservation. 
En décembre 2020, il est annoncé la création d'un nouveau service de transport en commun offert par la MRC du Haut-Saint-Laurent devant débuter ses opérations le 4 janvier 2021. La création de lignes de minibus desservant les municipalités de la MRC s'ensuit du raccourcissement de la ligne 111 aux limites du territoire de la MRC. À partir de cette date, les municipalités d'Ormstown, Très-Saint-Sacrement et Howick ne sont plus desservies par la ligne 111, celle-ci effectuant son dernier arrêt sur le territoire de la ville de Sainte-Martine,. Cette modification du service entraîne une correspondance supplémentaire pour les usagers provenant des villes non plus desservies qui ont comme destination une ville hors de leur MRC.  
| Numéro          | Nom de la ligne           | Terminus                  | Terminus | Terminus                                                                   | Description | Opération     |
| --------------- | ------------------------- | ------------------------- | -------- | -------------------------------------------------------------------------- | ----------- | ------------- |
| 111             | Sainte-Martine / Montréal | Sainte-Martine ou Mercier | ↔        | Station de métro Angrignon ou Cégep André-Laurendeau ou Terminus Mansfield |             | 7 jours sur 7 |
| 140             | Service local Mercier     | Mercier                   | ↔        | Châteauguay                                                                |             | 7 jours sur 7 |
| Horaire complet |                           |                           |          |                                                                            |             |               |

## Tarifs
Les tarifs d'Exo Haut-Saint-Laurent diffèrent selon le trajet effectué. Les grilles suivantes présentent les tarifs valides à partir du 1er juillet 2018. Ceux-ci sont définis par l'Autorité régionale de transport métropolitain.
|                                      | 1 passage                                | 20 passages                                | Mensuel                                    | Annuel                                       |
| ------------------------------------ | ---------------------------------------- | ------------------------------------------ | ------------------------------------------ | -------------------------------------------- |
| Mercier/Châteauguay                  | 5,50 $                                   | 71,50 $                                    | 82,50 $                                    | Non disponible                               |
| Mercier – Montréal                   | 7,50 $ - Circuit 1 Gratuit - Circuit 140 | 107,00 $ - Circuit 1 Gratuit - Circuit 140 | 142,00 $ - Circuit 1 Gratuit - Circuit 140 | 1 562,00 $ - Circuit 1 Gratuit - Circuit 140 |
| Sainte-Martine                       | 5,50 $                                   | 71,50 $                                    | 82,50 $                                    | Non disponible                               |
| Sainte-Martine – Mercier/Châteauguay | 6,00 $                                   | 78,50 $                                    | 97,00 $                                    | Non disponible                               |
| Sainte-Martine – Montréal            | 8,25 $                                   | 121,00 $                                   | 165,00 $                                   | 1 815,00 $                                   |

|                                      | 1 passage                                | 20 passages                               | Mensuel                                   | Annuel         |
| ------------------------------------ | ---------------------------------------- | ----------------------------------------- | ----------------------------------------- | -------------- |
| Mercier/Châteauguay                  | 4,50 $ - Circuit 1 Gratuit - Circuit 140 | 53,00 $ - Circuit 1 Gratuit - Circuit 140 | 62,00 $ - Circuit 1 Gratuit - Circuit 140 | Non disponible |
| Mercier – Montréal                   | 5,75 $                                   | 79,50 $                                   | 106,00 $                                  | 1 166,00 $     |
| Sainte-Martine                       | 4,50 $                                   | 53,00 $                                   | 62,00 $                                   | Non disponible |
| Sainte-Martine – Mercier/Châteauguay | 4,75 $                                   | 58,00 $                                   | 72,50 $                                   | Non disponible |
| Sainte-Martine – Montréal            | 6,50 $                                   | 91,00 $                                   | 124,00 $                                  | 1 364,00 $     |

|                                      | 1 passage                                | 20 passages                               | Mensuel                                   | Annuel         |
| ------------------------------------ | ---------------------------------------- | ----------------------------------------- | ----------------------------------------- | -------------- |
| Mercier/Châteauguay                  | 2,75 $ - Circuit 1 Gratuit - Circuit 140 | 35,75 $ - Circuit 1 Gratuit - Circuit 140 | 41,75 $ - Circuit 1 Gratuit - Circuit 140 | Non disponible |
| Mercier – Montréal                   | 4,00 $                                   | 53,00 $                                   | 71,50 $                                   | 786,50 $       |
| Sainte-Martine                       | 2,75 $                                   | 35,75 $                                   | 41,75 $                                   | Non disponible |
| Sainte-Martine – Mercier/Châteauguay | 3,25 $                                   | 38,75 $                                   | 49,00 $                                   | Non disponible |
| Sainte-Martine – Montréal            | 4,50 $                                   | 60,00 $                                   | 82,50 $                                   | 907,50 $       |